# Léon Gandillot

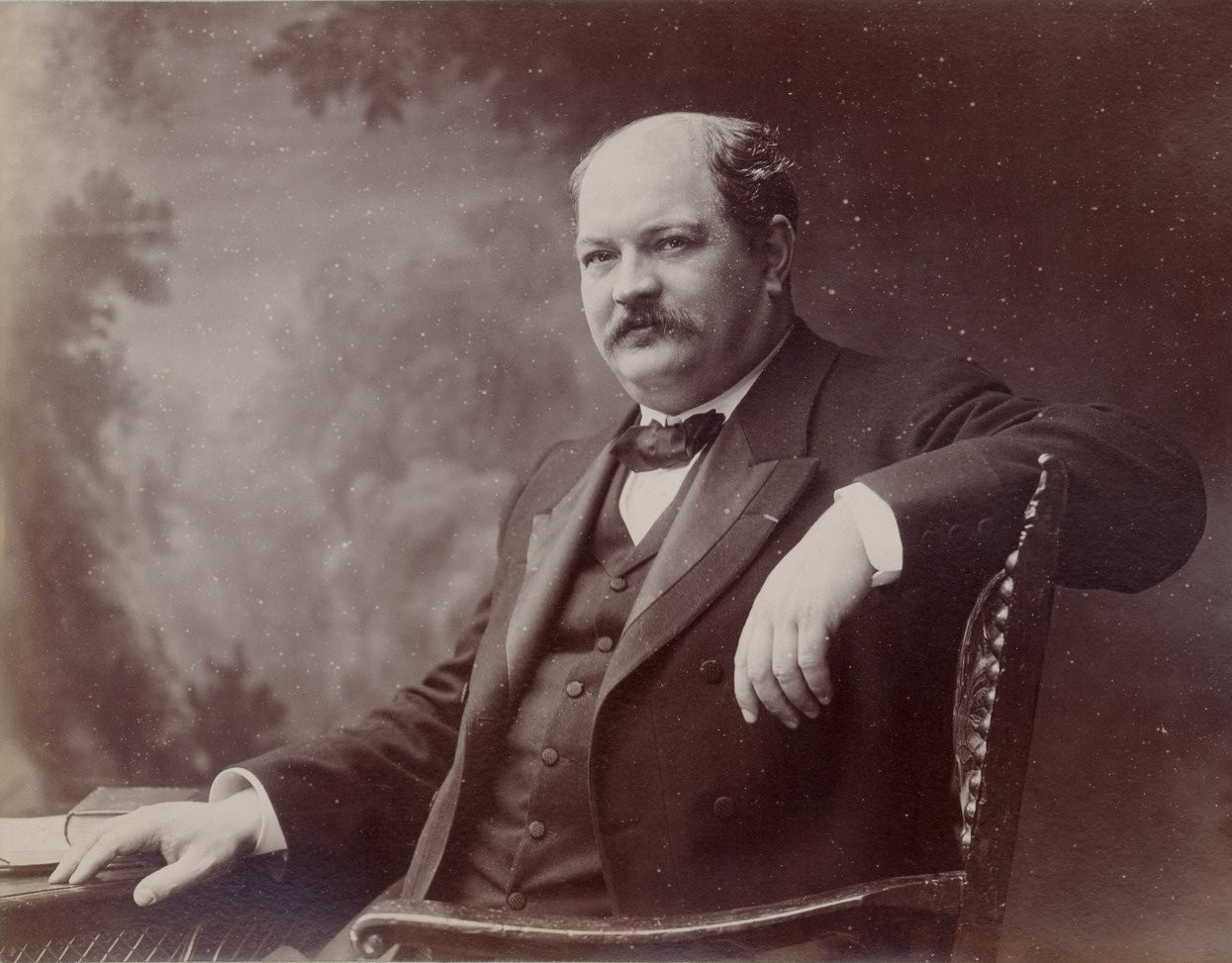
Léon Gandillot, Aufnahme des Ateliers Nadar

Léon Gandillot (* 25. Januar 1862 in Paris; † 22. September 1912, ebenda) war ein französischer Dramatiker, Autor und Librettist.

## Biographie
Gandillot stammt aus einfachen Verhältnissen, ohne Bezug zu Literatur oder Theater. Nach seinem Besuch des Collège Sainte-Barbe studierte er, wie sein Bruder, an der École Centrale und wurde Ingenieur. Er fühlte sich aber zu anderem berufen und verfasste sein erstes Stück. Dieses wurde dann auch 1886 im Théâtre Déjazet uraufgeführt. Dieses erste Stück war eine Komische Oper mit dem Namen les femmes collantes und war ein großer Erfolg. Schon ein Jahr später veröffentlichte er einen Roman. Es folgten innerhalb weniger Jahre einige weitere Stücke, die im Théâtre du Déjazet uraufgeführt wurden. Aber auch in anderen Theatern Paris, wie dem Théâtre du Gymnase oder dem Théâtre du Palais-Royal, waren seine Stücke fester Bestandteil des Programms.
Gandillot war Stammgast im Le Chat Noir und schrieb auch für die Zeitschrift des Chat noir.
1912 hielt sich Gandillot in Neuilly auf. Dort wurde er krank und sein Zustand verschlechterte sich binnen weniger Wochen. Zwei seiner engsten Freunde standen ihm bei und schirmten ihn zur Außenwelt ab, um seine Krankheit nicht publik zu machen. Die Tagespresse stellte in diesen Tagen aber immer wieder die Frage, wo Gandillot sich aufhalte und wann sein nächstes Stück erscheine. Der Tod trat dann sehr plötzlich infolge einer urämischer Krise ein.
Gandillot hatte ein kurzes Testament hinterlassen, demzufolge alle seine Autorenrechte an seine Schwester übergehen sollten. Der Gottesdienst fand dann auch in Neuilly statt und der Leichnam wurde dann auf den Cimetière du Père-Lachaise überführt und begraben.
Nach seinem Tod sollten aber einige seiner Stücke nicht vergessen werden. Bereits 1912 wurde ein Kurzfilm nach einem seiner Stücke gemacht. Sein großer Erfolg und sein Debüt die femmes collantes wurden sogar zwei Mal, 1920 und 1938, verfilmt. Für den 1935 erschienenen Film Ferdinand le noceur wurde Fernandel verpflichtet.

## Werk
- Les femmes collantes, komische Oper in fünf Akten; 1886
- Les filles de Jean de Nivelle, Roman, 1887
- Le fumeron, Komödie in einem Akt, 1887
- Vers amoureux, Gedichtsammlung, 1887
- Contes à la lune, Novelle; 1888
- Entre conjoints !, Novelle; 1888
- Un rendez-vous, Komödie in einem Akt, 1888
- Tes seins, Gedichte, 1888
- La mariée récalcitrante, Komische Oper in fünf Akten, 1889
- La course aux jupons, Komödie in drei Akten, 1890
- La Diva en tournée, Komödie in einem Akt 1890
- L’Enlèvement de Sabine, Komische Oper in drei Akten, 1890
- Le Gros lot, Komödie in einem Akt, 1890
- Bonheur à quatre, Komödie in drei Akten 1891
- Le Pardon, Komödie in drei Akten, 1892
- La Tournée Ernestin, Komödie in vier Akten, 1892
- Le Sous-Préfet de Château-Buzard, Komödie in drei Akten, 1893
- Le Supplice d’un Auvergnat, Komödie in einem Akt, 1893
- Les Dames du Plessis-Rouge, Stück in fünf Akten, 1894
- Une Femme facile, Komödie in einem Akt, 1894
- Associés !, Komödie in einem Akt 1895
- La Cage aux lions, Komische Oper in drei Akten, 1895
- Ferdinand le noceur, Komödie in drei Akten, 1896
- La Tortue, Komödie in drei Akten, 1896
- La Villa Gaby, Komödie in drei Akten, 1896
- Madame Jalouette, Komödie in drei Akten, 1897
- L’Amorceur, Komödie in vier Akten, 1898
- Zigomar, Stück in drei Akten, 1900
- Radinol a du coton !, Komische Oper in drei Akten, 1901
- Le Devoir conjugal, Komödie in drei Akten, 1903
- Vers l’amour, Stück in fünf Akten, 1905
- Euterpé ambigua, Texte, 1909
- L’Ex, Komödie in vier Akten, 1909
- Les Pigeonnettes, Komische Oper in drei Akten, 1910
- Sauvé des eaux, und Je sais tout, Komödien in einem Akt, 1911